# Dendrobium aratriferum
Dendrobium aratriferum är en orkidéart som beskrevs av Johannes Jacobus Smith. Dendrobium aratriferum ingår i släktet Dendrobium, och familjen orkidéer. Inga underarter finns listade i Catalogue of Life.